# Brendan Bracken
Brendan Bracken, 1.º Visconde BrackenPC (Templemore, Irlanda, 15 de fevereiro de 1901 – 8 de agosto de 1958) foi um empresário britânico de origem irlandesa, conhecido por integrar o governo conservador britânico durante a Segunda Guerra Mundial
Na década de 1930 terá conhecido Winston Churchill. Opôs-se à cooperação do Banco de Inglaterra com o regime de Adolf Hitler, e apoiou os esforços de Winston Churchill na guerra, Foi o fundador da versão moderna do Financial Times. tendo sido Ministro da Informação de 20 de julho de 1941 a 25 de maio de 1945. Foi também Primeiro Lorde do Almirantado de 25 de maio a 26 de julho de 1945. Voltou à Câmara dos Comuns em novembro, vencendo a eleição eleitoral em Bournemouth. Desde 1950, ele representou Bournemouth East e Christchurch.
Bracken esteve na Câmara dos Comuns até 1952, quando recebeu o título de Visconde Bracken. Bracken nunca usou esse título. Ele também não compareceu às reuniões da Câmara dos Lordes. Morreu de cancro do esófago em 1958. O título expirou com sua morte.